# Arhynchobatis asperrimus
Az Arhynchobatis asperrimus a porcos halak (Chondrichthyes) osztályának rájaalakúak (Rajiformes) rendjébe, ezen belül az Arhynchobatidae családjába tartozó faj.
Nemének az egyetlen faja.

## Előfordulása
Az Arhynchobatis asperrimus előfordulási területe a Csendes-óceán délnyugati része. Új-Zéland tengervizeinek egyik endemikus rájája.

## Megjelenése
Eddig a legnagyobb kifogott példány 75 centiméteres volt. A háti részének színezete sötétbarna vagy lilás-szürke; a bőrén apró, felálló dudorok vannak.

## Életmódja
Mélytengeri rája, amely 90-1070 méteres mélységek között él. A vízalatti sziklaszirtek lakója.

## Szaporodása
Belső megtermékenyítés által szaporodik. A nőstény a homokos vagy iszapos fenékre, kettesével hosszúkás tojástokokat rak. A tojástokok sarkai élesek és kemények. A tokból kikelő kis rája 10 centiméteres.